# 교황 아나스타시오 2세
교황 아나스타시오 2세(라틴어: Anastasius PP. II, 이탈리아어: Papa Anastasio II)는 제50대 교황(재위: 496년 11월 24일 - 498년 11월 19일)이다.
아카키우스 분열을 종식시키고자 동방 교회에 대해 유화 정책을 펼친 그의 노력은 오히려 그가 선종한 후에 라우렌시오 이교를 초래하는 결과를 낳고 말았다. 아나스타시오 2세는 로마 태생으로 사제의 아들이며, 사후 성 베드로 대성전에 안장되었다.

## 콘스탄티노폴리스에 대한 유화 정책
484년 아카키우스 분열이라고 알려진 서방 교회와 동방 교회 사이에 심각한 교리상의 논쟁이 일어난 이후, 기독교계는 오랫동안 분열이 이어졌다. 교황 펠릭스 3세(483년-492년)와 교황 젤라시오 1세(492년-496년)는 모두 콘스탄티노폴리스 총대주교 아카키우스 등을 비롯한 동방 교회의 주요 인사들을 대거 파문하는 등 대체적으로 동방 교회에 대해 강경한 입장을 고수하였다. 제논 황제는 《헤노티콘》(Henotikon)이라는 문서를 콘스탄티노폴리스 총대주교 아카키우스와 함께 발표하여 교회의 분열을 막으려고 시도하였으나, 펠릭스 3세와 젤라시오 1세가 이를 거부함으로써 결국 로마 교회와 콘스탄티노폴리스 교회가 서로 갈라서는 분열하기에 이르렀다. 젤라시오 1세의 선종 후, 아나스타시오 2세는 바로 이러한 양 교회의 관계를 개선하기를 원했던 이들로부터 큰 지지를 받아 교황으로 선출되었다.
아나스타시오 2세는 교황으로 선출되어 즉위하자마자, 즉시 콘스탄티노폴리스에 주교 두 명을 교황사절로 파견하여 동로마 제국의 황제 아나스타시우스 1세를 만나 자신의 교황 선출을 알리고 아카키우스 분열의 종식을 함께 논의하도록 하였다. 아나스타시오 2세는 아카키우스 총대주교가 생전에 집전했던 세례와 사제 서품의 정당성 문제에 대해서는 교회가 아닌 하느님의 이름과 권위로 한 것이기 때문에 인정한다며 양보의 자세를 취했으며, 아나스타시우스 1세는 《헤노티콘》에 대해 교황이 수락해줄 것을 요청하였다. 두 세력 간 관계 회복의 신호탄으로 아나스타시오 2세가 미사를 집전하던 중에 포티누스 주교에게 영성체를 해주었다는 소문이 있었는데, 포티누스는 전임 교황 젤라시오 1세로부터 아카키우스의 추종자라는 이유로 이미 비판받은 적이 있었다.
아나스타시오 2세의 이러한 유화적 태도에 많은 주교와 사제들이 격분하였으며, 로마는 순식간에 단성설을 지지하는 사람들과 반대하는 사람들로 양분되어 양측간에 적대감이 조성되기에 이르렀다. 날이 갈수록 상황은 더욱 악화되어, 많은 로마 시민이 포티누스에게 영성체를 허락해주었다는 이유를 내세워 아나스타시오 2세가 집전하는 미사에 참례하되 그가 주는 영성체는 거부하는 집단 시위까지 하였다.

## 죽음과 사후 영향력 및 평가
이처럼 동방 교회와 관계를 개선하기 위해 노력한 것이 오히려 역효과를 내버려 로마의 분위기가 뒤숭숭할 때에 아나스타시오 2세는 498년에 갑작스럽게 선종하였다. 동방 교회와의 분열을 치료하려고 했던 그의 노력을 반대했던 이들의 눈에는 아나스타시오 2세의 죽음이 하느님이 내린 천벌로 보였다. 아나스타시오 2세의 재위기간 동안 로마는 분열되어 두 파벌로 나뉘었으며, 아나스타시오 2세가 선종하자 각자 교황을 내세웠다. 콘스탄티노폴리스에 대한 유화 정책에 반대한 파벌은 심마코를 후임 교황으로 내세운 반면에, 아나스타시오 2세에게 콘스탄티노폴리스에 대해 유화 정책을 펼칠 것을 적극 권장한 로마 원로원 의원 루피누스 포스투미우스 페스투스는 라우렌시오를 교황으로 내세웠다. 그리하여 로마 교회와 콘스탄티노폴리스 교회가 서로 분열된 상황에서 로마 교회 자체도 두 파벌로 분열되고 말았다.
중세 시대 동안 아나스타시오 2세는 종종 가톨릭교회에 대한 배교자 내지는 반역자로 취급당하곤 하였다. 《교황 연대표》의 저자는 아나스타시오 2세가 생전에 적들에게 이로운 일만 해줌으로써 결과적으로 교회를 파멸로 몰고갔다면서 아주 혹독한 평가를 내렸으며, 그의 갑작스러운 죽음은 다름 아닌 천벌이라고 주장하였다. 《그라시아노 교령집》도 이와 유사한 입장으로써 아나스타시오 2세에 대해 평가하기를 “아나스타시오는 하느님께로부터 꾸지람을 듣고, 결국 그분께 벌을 받아 쓰러졌다.”고 하였다. 오늘날 이와 같은 중세 시대의 주장은 ‘전설’ 내지는 ‘오해’, ‘혼돈 상태의 전승’, ‘지나치게 과격한 주장’ 등으로 평가받고 있다.
한때 단테가 《신곡》에서 아나스타시오 2세를 제6지옥에 떨어진 것으로 묘사했다고 알려졌지만, 오늘날 단테 연구가들은 해당 구절에 나오는 인물은 아나스타시오 2세 교황이 아니라, 동시대 동로마 제국의 황제였던 아나스타시우스 1세로 보고 있다. 아나스타시오 2세는 리베리오와 더불어 초창기 50인의 교황 가운데 성인으로 시성되지 못한 교황이기도 하다.